# Lepturacanthus savala
Lepturacanthus savala és una espècie de peix pertanyent a la família dels triquiúrids.

## Descripció
- Pot arribar a fer 100 cm de llargària màxima (normalment, en fa 70).
- És de color blau acerat amb reflexos metàl·lics.
- 3-4 espines i 110-120 radis tous a l'aleta dorsal.
- Absència d'aletes pèlviques i caudal.
- Aleta anal reduïda al voltant de 75 espínules.
- La línia lateral corre més a prop del contorn ventral del cos que del dorsal.
- L'interior de l'opercle és de color negre pàl·lid.[3][4]

## Alimentació
Menja peixets i crustacis (com ara, gambes, Setippina, Anchoviella, Harpodon, Trichiurus, etc.).

## Hàbitat
És un peix d'aigua marina i salabrosa, bentopelàgic, amfídrom i de clima tropical (36°N-17°S, 69°E-154°E), el qual viu fins als 100 m de fondària en aigües costaneres i que, sovint, s'acosta a la superfície durant la nit.

## Distribució geogràfica
Es troba des de l'Índia i Sri Lanka fins a l'Àsia Sud-oriental, la Xina, Nova Guinea i el nord d'Austràlia.

## Observacions
És inofensiu per als humans i es comercialitza fresc, congelat i en salaó.